# Augusta Acconcia Longo
Augusta Acconcia Longo (* 30. Dezember 1940 in Acuto; † 11. November 2016 in Rom) war eine italienische Byzantinistin.
Acconcia Longo war zunächst Lehrbeauftragte, dann außerplanmäßige Professorin für Mittelgriechisch an der Fachschule für Archivare und Bibliothekare der Universität La Sapienza in Rom (1974–1994), dann Ordinaria für Byzantinische Philologie an der Universität Salerno (1994–2000) und schließlich von 2000 bis zu ihrer Emeritierung 2010 Ordinaria für Byzantinische Kultur in der Facoltà di Lettere e Filosofia der Universität La Sapienza in Rom (2000–2010).
Forschungsschwerpunkte waren die Hymnographie, die religiöse und profane Dichtung in Nachahmung klassischer Vorbilder, die Geschichtsschreibung, die Hagiographie, vor allem die italogriechische, sowie die Geschichte der byzantinischen Gräzität in Süditalien und Sizilien.
Acconcia Longo war Herausgeberin der Rivista di Studi Bizantini e Neoellenici und der Publikationsreihe Testi e Studi Bizantino-neoellenici. Sie gehörte dem wissenschaftlichen Beirat der Zeitschrift Νέα Ῥώμη an, die von der Universität Tor Vergata in Rom herausgegeben wird. Sie hat außerdem Rezensionen und Beiträge zur bibliographischen Beilage der Byzantinischen Zeitschrift beigesteuert.

## Schriften (Auswahl)
- La passio di s. Nicone e cc. mm. (BHG 1369): un nuovo testo agiografico iconoclasta? In: Rivista di Studi Bizantini e Neoellenici n.s. 38, 2001, S. 27–68
- Ricerche di agiografia italogreca. In: Testi e studi bizantino-neoellenici 13, Roma 2003, S. 236
- Vite Passioni Miracoli dei santi. In: Lo spazio letterario del medioevo, 3. I: La cultura bizantina, Roma 2004, S. 183–227
- Agiografia e tradizioni cultuali in Sicilia. In: Atti del Convegno Catania-Siracusa 1–2 ottobre 2004, Catania 2006, S. 283–305
- I vescovi nell’agiografia italogreca: il contributo dell’agiografia alla storia delle diocesi italogreche. In: Histoire et culture dans l’Italie byzantine. Ecole Française de Rome 2006, S. 127–153
- Santi siciliani di età iconoclasta. In: Euplo e Lucia: Agiografia e tradizioni cultuali in Sicilia. Catania 2006, S. 283–305
- Considerazioni sulla chiesa di S. Maria dell’Ammiraglio e sulla Cappella Palatina di Palermo. In: Nea Rhome 4, 2007, S. 267–293, online (PDF; 774 kB)
- I santi nell’innografia liturgica bizantina. in: Liturgia e agiografia tra Roma e Costantinopoli. Grottaferrata 2007, S. 59–72
- Analecta hymnica graeca: Canones Iunii. Augusta Acconcia Longo collegit et instruxit. Band 10, Istituto di Studi Bizantini e Neoellenici, Univ. di Roma, 1972

## Gedächtnisschrift
- Francesco D’Aiuto - Santo Lucà - Andrea Luzzi (Hrsg.): Κῆπος  ἀειθαλής. Studi in ricordo di Augusta Acconcia Longo. 2 Bde. (= Νέα ῾Ρώμη. Rivista di ricerche bizantinistiche 13–14, 2016–2017, erschienen 2017–2018)